# Municipio de Nansen
El municipio de Nansen (en inglés: Nansen Township) es un municipio ubicado en el condado de Richland en el estado estadounidense de Dakota del Norte. En el año 2010 tenía una población de 86 habitantes y una densidad poblacional de 0,92 personas por km².

## Geografía
El municipio de Nansen se encuentra ubicado en las coordenadas 46°24′46″N 96°58′2″O / 46.41278, -96.96722. Según la Oficina del Censo de los Estados Unidos, el municipio tiene una superficie total de 93.23 km², de la cual 93,23 km² corresponden a tierra firme y (0 %) 0 km² es agua.

## Demografía
Según el censo de 2010, había 86 personas residiendo en el municipio de Nansen. La densidad de población era de 0,92 hab./km². De los 86 habitantes, el municipio de Nansen estaba compuesto por el 98,84 % blancos, el 1,16 % eran de otras razas. Del total de la población el 1,16 % eran hispanos o latinos de cualquier raza.